# Ivica Matković (usztasa)
Ivica Matković (Zlarin, 1913.  – Celje környéke, 1945.) usztasa alezredes, aki 1942 januárja és 1943 márciusa között, a második világháború idején a jasenovaci koncentrációs tábor parancsnokhelyettese volt. Hivatali ideje alatt történt a legtöbb atrocitás a táborban, melyeknek tervezésében és végrehajtásában közvetlenül ő is részt vett.

## Élete és pályafutása
Matković 1913-ban Zlarinban született. A jasenovaci táborba már 1941 decemberében, az 1941. december 25-i mészárlás előtt megérkezett. Vjekoslav Luburić helyetteseként. 1942 januárjában a tábor „adminisztrátorává” nevezték ki, helyettese pedig Ljubo Miloš volt. Miloš segítői Miroslav Filipović ferences szerzetes, az őrség parancsnoka, valamint Dominik "Hinko" Piccili és Tihomir Kordić a munkaerők parancsnokai voltak.

### Tevékenysége a jasenovaci táborban
Matkovićot hidegvérű gyilkosként ismerték, aki gyakran azzal szórakoztatta magát, hogy miközben megölte áldozatait, és meghosszabbította szenvedésüket még ki is gúnyolta őket. A tábor területén nyílt kivégzéseket szervezett, melyeket szisztematikus megsemmisítés formájában szervezett meg: a fogvatartottaknak szelekciókon, és olyan összejöveteleken kellett részt venniük, ahol felakasztották őket. Matković megbízta Hinko Dominik Piccilit, hogy építsen krematóriumot. A krematóriumokban összejöveteleket tartott, és arra kényszerítette a fogvatartottakat, hogy nézzék végig az akasztásokat. Gradinában amely később a komplexum fő kivégző helyszínévé vált szintén szervezett gyilkosságokat.
1941–42 telén a zord körülmények és az időjárási hatások akut egészségkárosodást okoztak a jasenovaci fogvatartottaknak. Körülbelül 300 fogvatartottat egy „kórházként” használt barakkban tartottak fogva, ahol a súlyosan beteg és gyenge fogvatartottakat gondozás nélkül tartották. 1942. február 1-jén 42 rabot választottak ki külső munkára a zsidó sírásó csoportba ("D" csoport). Amikor 22:00-kor a táborba visszatértek a sírásás után, őrizetbe vétel miatt korlátozták a laktanyába való bejutásukat. Később kiderült, hogy a betegeket kiűzték a barakkból, hogy kivégezzék őket. Más jelenlévő tanúk is megerősítették ezt, és azt állították, hogy az effajta gyakorlat később általánossá vált, és a „kórházat” gyakran „kitakarították”, illetve ott is választottak ki olyan személyeket, akiket kivégeztek. A sírásók később megtudták, hogy a sír, amit ástak a likvidált társaiké volt.
1941-42 telén, amikor a rabok a folyó partján kemény munkát végeztek, krumplival vagy répalevessel etették őket. Az Állami Bizottság vizsgálata szerint, a szenvedés öt éhes rabot késztetett arra, hogy a halálos fenyegetés ellenére nyers burgonyát ássanak ki. Ezt megtudva Matković megparancsolta az összes rabnak, hogy álljanak fel csoportokba ennek az öt férfinak a nyilvános megbüntetésére. Annak ellenére, hogy rendkívül hideg volt, mind az ötüknek meztelenre kellett vetkőzniük. Az usztasák a hátuk mögé kötözték a kezüket, és a karjuknál fogva akasztották fel őket. Egy órán keresztül lógtak ebben a helyzetben, és dideregtek a hidegtől. Testük kék lett. Egy óra múlva Matković kioldozta őket, és mind az ötüket tarkón lőtte. Ezután beszédet tartott a foglyoknak, akiket még szigorúbb büntetéssel fenyegetett arra az esetre, ha ismét megtörténik egy ilyen „bűn”.
1943 márciusában küszöbön állt az usztasa vezetésén belül a megosztottság. A belső vitákat közvetlenül a sztálingrádi csata elvesztése idézte elő. A Pavelić vezette usztasa egy része le akarta lassítani etnikai tisztogatásokat, attól tartva, hogy a tengelyhatalmak veszítenek a szövetségesekkel szemben, míg mások, Dido Kvaternik vezetésével, a kiirtás ütemét igyekeztek felgyorsítani. Kvaternik helyére Josip Crnković érkezett. Az 1943. március 19-i parancsnokság alóli felmentésére várva Matković társaival úgy „ünnepelt” a szolgálaton kívüli foglyokkak, hogy durván megverte a őket, közben sokakat megsebesített és egyet megölt. Az egyik résztvevő Petar Brzica volt. Matković ugyan a táborban maradt, de helyére Ivica Brkljačić, a katolikus teológia hallgatója került, aki olyan időszakot vezetett be, amikor kevesebb megtorlást hajtottak végre a fogvatartottakkal szemben. Miután 1943 nyarán 16 fogvatartott megszökött, akik két őrt megöltek, a rabok súlyos bántalmazása és tömeges meggyilkolása 8 napon át tartott.

## Halála
1945-ben Matković is  a Bleiburgból kiadottak között volt, valószínűleg a partizánok végezték ki valahol a szlovéniai Celje környékén.

## Fordítás
Ez a szócikk részben vagy egészben  az   Ivica Matković című angol Wikipédia-szócikk ezen változatának fordításán alapul.  Az eredeti cikk szerkesztőit annak laptörténete sorolja fel. Ez a jelzés csupán a megfogalmazás eredetét és a szerzői jogokat jelzi, nem szolgál a cikkben szereplő információk forrásmegjelöléseként.